# Patrice Laffont
Pour les articles homonymes, voir Laffont.
Patrice Laffont, né le 21 août 1939, à Marseille et mort le 7 août 2024 à Oppède dans le Vaucluse, est un animateur et producteur de télévision, acteur au cinéma ainsi qu'au théâtre et écrivain français. Il est notamment connu pour avoir présenté les jeux télévisés Des chiffres et des lettres de 1972 à 1989, Fort Boyard et Pyramide sur les chaînes publiques Antenne 2 puis France 2, dans les années 1990 et 2000.

## Biographie

### Famille et vie privée
Né le 21 août 1939, à Marseille, Patrice Laffont est le fils de l'éditeur Robert Laffont. Il est le père de trois enfants : l'humoriste Axelle Laffont, un fils (Fabrice Laffont) et une fille (Mathilde Laffont).

### Carrière

#### Débuts
Patrice Laffont déclare en 1975 : « Je suis ce qu'on pourrait appeler un fils de famille. Mon père est l'éditeur Robert Laffont. J'ai donc bénéficié d'une vie, d'une atmosphère confortables et j'aurais pu faire sans difficultés une belle carrière dans l'édition avec l'aide de « papa ». Mais le problème, c'est que je n'avais pas envie qu'on dise : « Normal, c'est le fils de… » Orgueil de ma part, ou simplement envie de me prouver, mais j'ai préféré assumer mon propre destin. »
Il suit des cours d’art dramatique au théâtre Yves-Furet. Dans les années 1960, il joue dans plusieurs pièces et films, dont le rôle d'un jeune play-boy dans Le Gendarme de Saint-Tropez en 1964. Il est l'ami de Michel Fugain et de Michel Sardou, avec lesquels il collabore à l'écriture de chansons. Journaliste sur Europe 1, il est repéré par le producteur Armand Jammot, qui lui fait faire ses débuts à la télévision en mai 1970 avec Aujourd'hui Madame.

#### Animateur régulier sur la2echaîne(1972-2003)

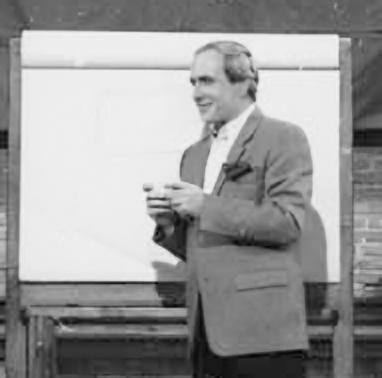
Patrice Laffont en 1989, présentant l'émission Dessinez c'est gagné, à Toulouse.

Après avoir collaboré au magazine télévisé Aujourd'hui Madame, en 1972 il devient célèbre en présentant Des chiffres et des lettres pendant 17 ans, du 4 janvier 1972 au 9 janvier 1989, avant d'en devenir producteur en 2000. Dans les années 1990, il est le maître de Fort Boyard de 1990 à 1999 et l'animateur du jeu quotidien Pyramide de 1991 à 2001. Par ailleurs, il commente pour Antenne 2 (devenue France 2) quatre éditions du Concours Eurovision de la chanson : en 1985, 1986, 1993 et 1994.
Il dira de Fort Boyard : « C’est une aventure humaine intéressante réalisée dans des conditions parfois difficiles et qui relève beaucoup plus d’un tournage de cinéma que d’une émission de télévision. Une sorte de parenthèse dans l’année. On fait dix émissions puis l’on se quitte. »
Il est sollicité par France 3 en décembre 1993 pour tourner une émission pilote afin de remplacer temporairement Julien Lepers dans Questions pour un champion, mais il n'est pas retenu, au profit de Vincent Perrot.

#### Animateur occasionnel (2003-2019)
Après l'échec du Juste Euro et l'abandon de Pyramide en juillet 2003, Patrice Laffont se fait plus rare sur le petit écran : il ne présente que quelques soirées spéciales et occasionnelles. Co animateur du Téléthon en 2000 et 2001, il anime avec Gaël Leforestier la soirée « Climaction » en faveur de l'environnement en 2003. Puis après un passage par Intervilles en 2005 et la pièce de boulevard Jamais 2 sans toi, il anime de 2007 à juin 2009 une émission de poker sur Direct 8 : Direct Poker. Sur cette même chaîne, il anime de décembre 2008 à février 2009 On va s'aimer. À partir de l'été 2009, Patrice Laffont revient sur le service public pour y présenter un nouveau jeu télévisé sur France 3, La Liste gagnante, produit par Nagui et diffusé du 27 juillet 2009 au 23 octobre 2009, date à laquelle l'émission s'arrête faute d'audience.
En 2011, il présente un jeu sur NRJ 12, 12 bagages, produit par Benjamin Castaldi.
En 2019, à l'occasion de la 30e saison de Fort Boyard, Patrice Laffont devient un personnage, accueillant les candidats en vigie avant de les envoyer faire une épreuve dans le passé de l'émission, dans la séquence du Voyage dans le temps.
Il participe à Fort Boyard comme candidat en 2000, 2009, 2013 et 2024,.
Il est chroniqueur à Touche pas à mon poste ! sur C8 en 2020.

### Mort

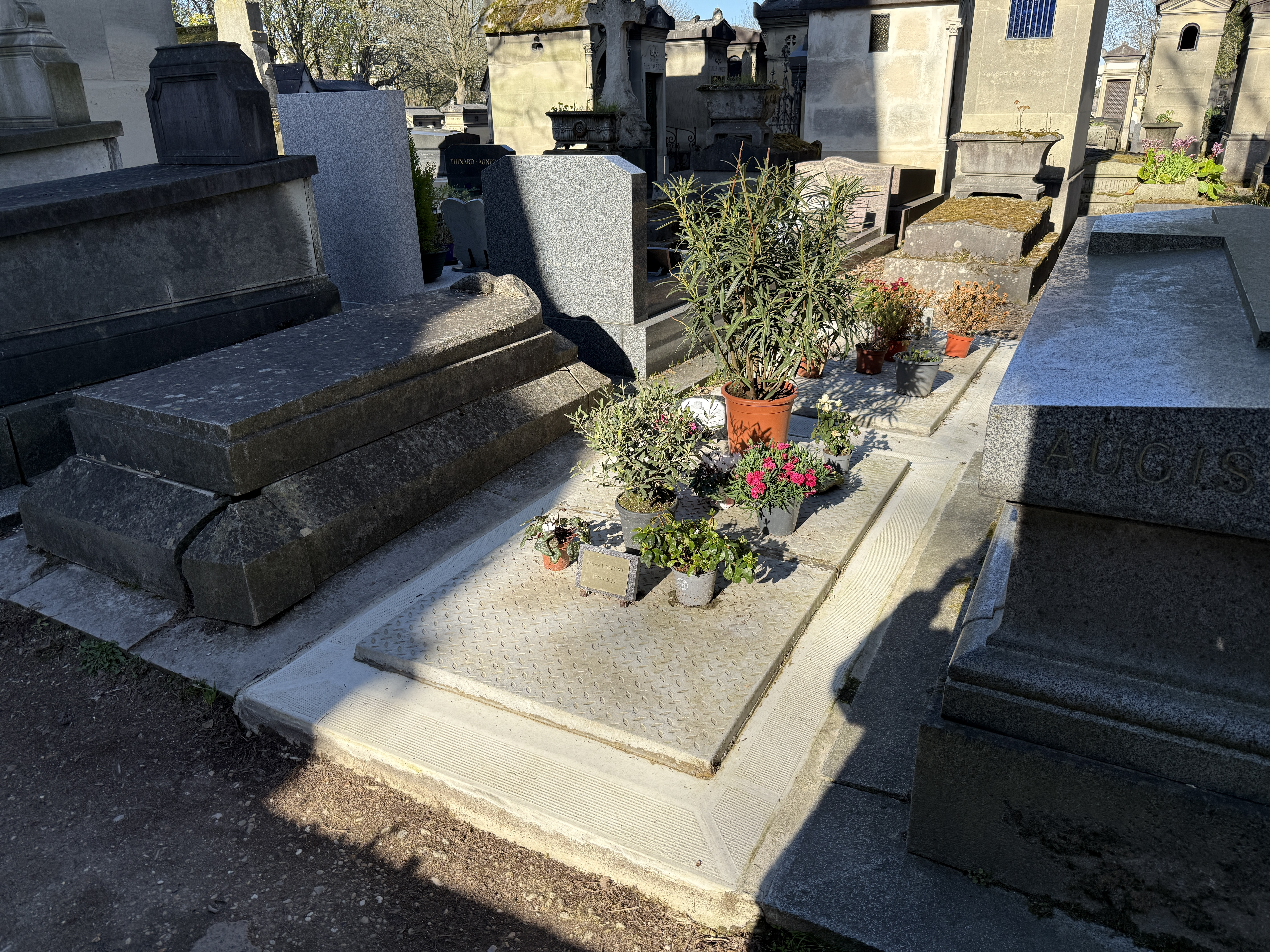
Tombe de Patrice Laffont au cimetière du Père-Lachaise (division 80).

Patrice Laffont meurt chez lui le 7 août 2024 à Oppède, dans le Vaucluse, d'une crise cardiaque à l'âge de 84 ans.
France Télévisions lui rend hommage en avançant au 14 août 2024 la diffusion de l'émission spéciale pour les 35 ans de Fort Boyard où il est candidat (tournée au mois de mai). Une émission consacrée à sa carrière, intitulée Merci Patrice ! et présentée par Laurent Romejko, est également diffusée sur France 3 le 13 septembre, de même qu'un numéro spécial des Enfants de la télé,,,,.
Les obsèques de Patrice Laffont se déroulent en début d'après-midi du 23 août 2024 à Paris, à la salle de la Coupole du crématorium du cimetière du Père-Lachaise, suivies par son inhumation dans la 80e division du cimetière, au pied de la tour Beaujour. La cérémonie, sur invitation, se tient en présence de personnalités telles que Jean-Jacques Bourdin, Cyril Féraud, Olivier Minne, Rachida Dati ou encore Jean-Marie Bigard. Le public est ensuite convié à se recueillir devant le cercueil juste avant qu'il ne soit inhumé.

## Émissions de télévision

### 1970 - 1979
- 1972 - 1989 : Des chiffres et des lettres, présentateur sur la Deuxième chaîne de l'ORTF puis sur Antenne 2. Il en est ensuite le producteur (émission diffusée sur France 2 puis France 3) et présente, occasionnellement, quelques numéros du jeu.
- 1975 - 1978 : Un sur Cinq avec plusieurs chroniqueurs dont Laurent Broomhead (Antenne 2)
- 1978 - 1980 : Mi-Fugue, Mi-Raison à 20 h 35 en direct sur Antenne 2, filmée en extérieur.

### 1980 - 1989
- 1985 : sélection française pour le Concours Eurovision de la chanson : coprésentation avec Catherine Ceylac (Antenne 2).
- 1985 et 1986 : Concours Eurovision de la chanson (Antenne 2) : commentateur
- 1987 - 1990 : Les mariés de l'A2, puis présenté par Georges Beller[25] (Antenne 2).
- 1989 : Dessinez, c'est gagné ! (Antenne 2).

### 1990 - 1999
- 1990 : Carte blanche à Patrice Laffont, divertissement (Antenne 2)[5].
- 1990 à 1991 : Avant que le ciel ne nous tombe sur la tête[25],[26], émission de divertissement, variétés et humour (Antenne 2).
- 1990 à 1999 : Fort Boyard (Antenne 2 puis France 2) : il a co-animé avec plusieurs animatrices au fil des années : Marie Talon (1990), Sophie Davant (1990-1991), Valérie Pascale (1992), puis Cendrine Dominguez (1993-1999). Il est remplacé en 2000 par Jean-Pierre Castaldi (2000-2002), Cendrine Dominguez continuera à animer l'émission avec lui jusqu'en 2002[27]. Patrice Laffont reste l'un des animateurs emblématiques du jeu.
- 1991 à 2001 : Pyramide (Antenne 2 puis France 2).
- 1992 : La Piste de Xapatan (Antenne 2) : candidat.
- 1993 et 1994 : Concours Eurovision de la chanson (France 2) : commentateur
- Décembre 1993 : Questions pour un champion, tournage d'un pilote pour France 3[12].
- 1996 : Les Bons génies, émission quotidienne de fin d'après-midi (France 2) : animateur.
- Mars 1998 : Champion du monde (France 2)[réf. nécessaire].
- 1999 : Le Grand Défi diffusée le samedi soir à 20 h 50 (France 2).
- 1999 : 40° à l'ombre (France 3).

### 2000 - 2009
- Été 2000 : Les Z'amours (France 2) durant l'été 2000 en remplacement de Jean-Luc Reichmann, parti sur TF1. Tex lui succède à la rentrée.
- 2000 et 2001 : Le Téléthon aux côtés de Sophie Davant (France 2).
- 2001 à 2002 : Le Juste Euro, reprise sur France 2 dans une version en euros du célèbre jeu de TF1 Le Juste Prix arrêté quelques mois auparavant. Le jeu ne restera que deux semaines à l'antenne.
- 2002 à 2003 : Pyramide : animateur de juillet 2002 à juillet 2003.
- 2003 et 2004 : Code de la route, le grand examen, en coprésentation avec Gaël Leforestier en 2003 et Sandrine Quétier en 2004 (France 2).
- 2003 : Climaction, coprésentation avec Gaël Leforestier (France 2).
- 2003 : Zone rouge sur TF1 : candidat
- 2005 : La Télé de A à Z en prime-time (France 2).
- 2005 : Intervilles, durant l'été sur France 2 à 20 h 50 aux côtés de Nagui, Nathalie Simon et Philippe Corti.
- 2007 à 2009 : Direct poker sur Direct 8.
- 2008 à 2009 : On va s'aimer sur Direct 8.
- Du 27 juillet 2009 au 23 octobre 2009 : La Liste gagnante, jeu sur France 3.
- 1er août 2009 : soirée spéciale pour le 20e anniversaire de Fort Boyard, en tant que candidat, aux côtés d'autres anciens présentateurs du jeu[13].

### 2010 - 2019
- 2011 : 12 bagages sur NRJ 12 (produit par Benjamin Castaldi) : animateur.
- 2011 : Partez tranquille, France 2 s'occupe de tout ! sur France 2 produit par Be Aware : candidat.
- 2012 : Des chiffres et des lettres à l’occasion des 40 ans de l'émission diffusée en prime time le 19 mars sur France 3.
- 2012-2013 : Des chiffres et des lettres (France 3), pendant les vacances de Noël, car Laurent Romejko participe à un championnat avec Arielle Boulin-Prat et Bertrand Renard avec des adolescents candidats.
- 10 août 2013 : Troisième participation à Fort Boyard (France 2)
- 2015 : Les peoples retournent à l'école (NRJ 12) : invité
- 2015 : Le Grand Concours sur TF1 : candidat
- 2015 : Le Grand Match sur D8 : candidat
- 2015 : Le Maillon faible sur D8
- 2019 : Fort Boyard (France 2), où il joue son propre rôle d'ancien animateur de l'émission (personnage).
- 2019 : Mieux vaut tard que jamais, avec Patrice Drevet, Jean-Pierre Castaldi, Philippe Lavil et Jérémy Charbonnel sur France 3.

### 2020 - 2024
- 2020 : Touche pas à mon poste ! sur C8 : chroniqueur
- 2024 : Fort Boyard sur France 2 : candidat
- 2024 : Fort Boyard : toujours plus fort ! sur France 2
- 2024 : Merci Patrice ! sur France 3 (prime time hommage)

## Filmographie

### Télévision
- 1962 : Font-aux-cabres (fresque dramatique de Félix Lope de Vega), téléfilm de Jean Kerchbron : Leonel
- 1985 : Macadam - En suivant son rêve avec Dorothée
- 2001 : PJ (série télévisée) : épisode Inceste : Saïd
- 2003 : Sous le soleil (série télévisée) : Docteur Vigeac
- 2007 : Trois contes merveilleux : Barbe bleue
- 2013 : Le Jour où tout a basculé, épisode Réalité ou fiction ? : Pierre, écrivain
- 2016 : Jokers : le père

### Cinéma
- 1962 : Le Soupirant de Pierre Étaix : le fils de Stella, la chanteuse
- 1963 : Les Vierges de Jean-Pierre Mocky : Rémy
- 1964 : Le Gendarme de Saint-Tropez de Jean Girault : Jean-Luc
- 1965 : La Tête du client de Jacques Poitrenaud
- 1969 : Ces messieurs de la gâchette de Raoul André
- 1979 : L'Associé de René Gainville : un présentateur TV.
- 1982 : Pour 100 briques t'as plus rien… d'Édouard Molinaro : un journaliste TV.
- 1991 : Mocky Story de Jean-Pierre Mocky : lui-même
- 1992 : La Belle Histoire de Claude Lelouch : lui-même
- 1994 : La Cité de la peur d'Alain Berberian : lui-même
- 1996 : Beaumarchais, l'insolent d'Édouard Molinaro : un officier des douanes.96
- 2008 : Vilaine de Jean-Patrick Benes et Allan Mauduit : lui-même
- 2021 : Oranges sanguines de Jean-Christophe Meurisse : Président du jury

## Théâtre
- 1966 : La Bouteille à l'encre d'Albert Husson, mise en scène Jean-Pierre Grenier, Théâtre Saint-Georges
- 1998 : Panier de crabes
- 2005 : Jamais 2 sans toi
- 2005 : Un fil à la patte, première pièce de théâtre regroupant les animateurs de France 2 où il tient le rôle du général Irrigua.
- 2006 : Trois jeunes filles nues, opérette avec les animateurs de France 2 où il tient le rôle du Commandant Lequérec.
- 2008 : Ma femme est parfaite de Jean Barbier, mise en scène Eric Hénon, Théâtre des Nouveautés
- 2009 : Panne de télé de Laurence Jyl, mise en scène Jean-Pierre Dravel et Olivier Macé, Théâtre Daunou
- 2013 : Coup de Foudre de Francis Joffo, tournée
- 2014 : Mariage plus vieux mariage heureux de Bruno Druart, mise en scène Olivier Macé et Jean-Pierre Dravel, tournée
- 2015 : L'Hôtel du libre échange de Feydeau, mise en scène Raymond Acquaviva, Théâtre André Malraux, France 2, diffusée le 22 décembre : Mathieu
- 2016 : Dernier carton au théâtre de l'opprimé, les 7, 8, 9 et 10 décembre.
- 2016 : Un chapeau de paille d'Italie de Eugène Labiche, mise en scène Raymond Acquaviva, Théâtre André Malraux, France 2, diffusée le 25 décembre : Vézinet, oncle de la mariée.
- 2017 : Dernier carton de et mise en scène Olivier Balu, Festival off d'Avignon puis théâtre Essaïon
- 2018 : Gentleman déménageurs de Bruno Druart et Patrick Angonin, en tournée, captation Paris Première
- 2019 : Dernier tour de piste de Jean Franco, mise en scène Olivier Macé et Guillaume Mélanie, tournée puis l'Alhambra (Paris)
- 2020 : Dernier carton de Olivier Balu, théâtre du Gymnase
- 2023 : Bas les masques de Bruno Druart et Patrick Angonin, mise en scène Olivier Macé, tournée

### One man show
- 2011-2013 : Je hais les jeunes, produit par Alex Vic, écrit par Eric Laugérias et Raphael Pottier

## Musique
Je déchiffre ses lettres (Patrice Laffont et Bénédicte) en 1986
- Auteurs compositeurs : Hubert Ithier - Philippe Lacoste
- Pochette : Alain Marouani
- Durée : 3 min 14 s
- Label : Carrère
- Référence : 14.058

## Publication
- 1983 : Le Visiteur de l'été - Éditions Robert Laffont